# Leptodontium filicola
Leptodontium filicola là một loài Rêu trong họ Pottiaceae. Loài này được Herzog mô tả khoa học đầu tiên năm 1916.